# GreenEvo
GreenEvo – Akcelerator Zielonych Technologii (AZT) - projekt Ministerstwa Klimatu mający na celu międzynarodowy transfer technologii, sprzyjających ochronie środowiska i rozwojowi gospodarczemu. Pomysłodawcą GreenEvo jest minister środowiska Maciej Nowicki. W ramach projektu wytypowane zostały najlepsze polskie rozwiązania, w tym technologie oczyszczania ścieków, przetwarzania odpadów niebezpiecznych oraz rozwiązania wspierające wykorzystanie odnawialnych źródeł energii, obejmujące maszyny rolnicze służące do wytwarzania brykietu i kolektory słoneczne.
Rządowy projekt GreenEvo, obejmuje innowacyjne technologie środowiskowe (tzw. zielone technologie), chronione międzynarodowymi patentami oraz sprawdzone przez międzynarodowych klientów. W związku z przejściem transformacji systemowej, Polska jako doświadczony kraj może wspierać kraje rozwijające w transferze technologii potrzebnych do przejścia całego procesu.
Organizatorem GreenEvo – Akcelerator Zielonych Technologii jest Ministerstwo Środowiska, obecnie Ministerstwo Klimatu, zaś partnerami projektu są: Narodowy Fundusz Ochrony Środowiska i Gospodarki Wodnej, Ministerstwo Spraw Zagranicznych, Krajowa Izba Gospodarcza, Polska Agencja Inwestycji i Handlu.
W 2013 GreenEvo został nominowany do konkursu European Public Sector Award. 
W 2015 VI edycja GreenEvo za priorytetowe uznała technologie gospodarki odpadami, szczególnie wspierające władze samorządowe.